# (10212) 1997 RA7
(10212) 1997 RA7 est un astéroïde de la ceinture principale d'astéroïdes découvert en 1997.

## Description
(10212) 1997 RA7 a été découvert le 3 septembre 1997 à Church Stretton, dans les Midlands de l'Ouest en Angleterre, par Stephen P. Laurie.

### Caractéristiques orbitales
L'orbite de cet astéroïde est caractérisée par un demi-grand axe de 2,17 ua, un périhélie de 1,97 ua, une excentricité de 0,09 et une inclinaison de 2,40° par rapport à l'écliptique. Du fait de ces caractéristiques, à savoir un demi-grand axe compris entre 2 et 3,2 ua et un périhélie supérieur à 1,666 ua, il est classé, selon la JPL Small-Body Database, comme objet de la ceinture principale d'astéroïdes.

### Caractéristiques physiques
(10212) 1997 RA7 a une magnitude absolue (H) de 13,9 et un albédo estimé à 0,309.